# Irving Langmuir
Irving Langmuir (New York, 1881. január 31. – Woods Hole, 1957. augusztus 16.) amerikai vegyész és fizikus. 1932-ben felületkémiai kutatásaiért kémiai Nobel-díjban részesült. 

## Tanulmányai
Irving Langmuir 1881. január 31-én született New York Brooklyn városrészében Charles Langmuir (egy biztosítótársaság igazgatója) és felesége, Sadie Comings négy gyermeke közül a harmadikként. Szüleik kíváncsiságra, a természet gondos megfigyelésére és tapasztalataik feljegyzésére ösztönözték gyermekeiket. Bátyja, Arthur a kutatóvegyészi pályát választotta, amivel befolyásolta Irving érdeklődését és közösen egy kis kémiai laboratóriumot rendeztek be a hálószoba egyik sarkában. 11 éves korában jöttek rá, hogy szembetegsége miatt rosszul lát és szemüveggel ekkor korrigálták látását. Irving elemi és középszintű tanulmányait több amerikai és párizsi iskolában végezte. Középfokú vizsgáit egy philadelphiai elit magániskolában, a Chestnut Hill Academy-ben tette le 1895-ben. Ezután a Columbia Egyetem bányamérnöki szakán tanult tovább; diplomáját 1903-ban kapta kézhez.
Langmuir a németországi Göttingenben folytatta tanulmányait. A Nobel-díjas Walther Nernst laboratóriumában tanulmányozta a gázok disszociációját platinakatalizátor jelenlétében. 1906-ban megszerezte doktori címét. 

## Munkássága

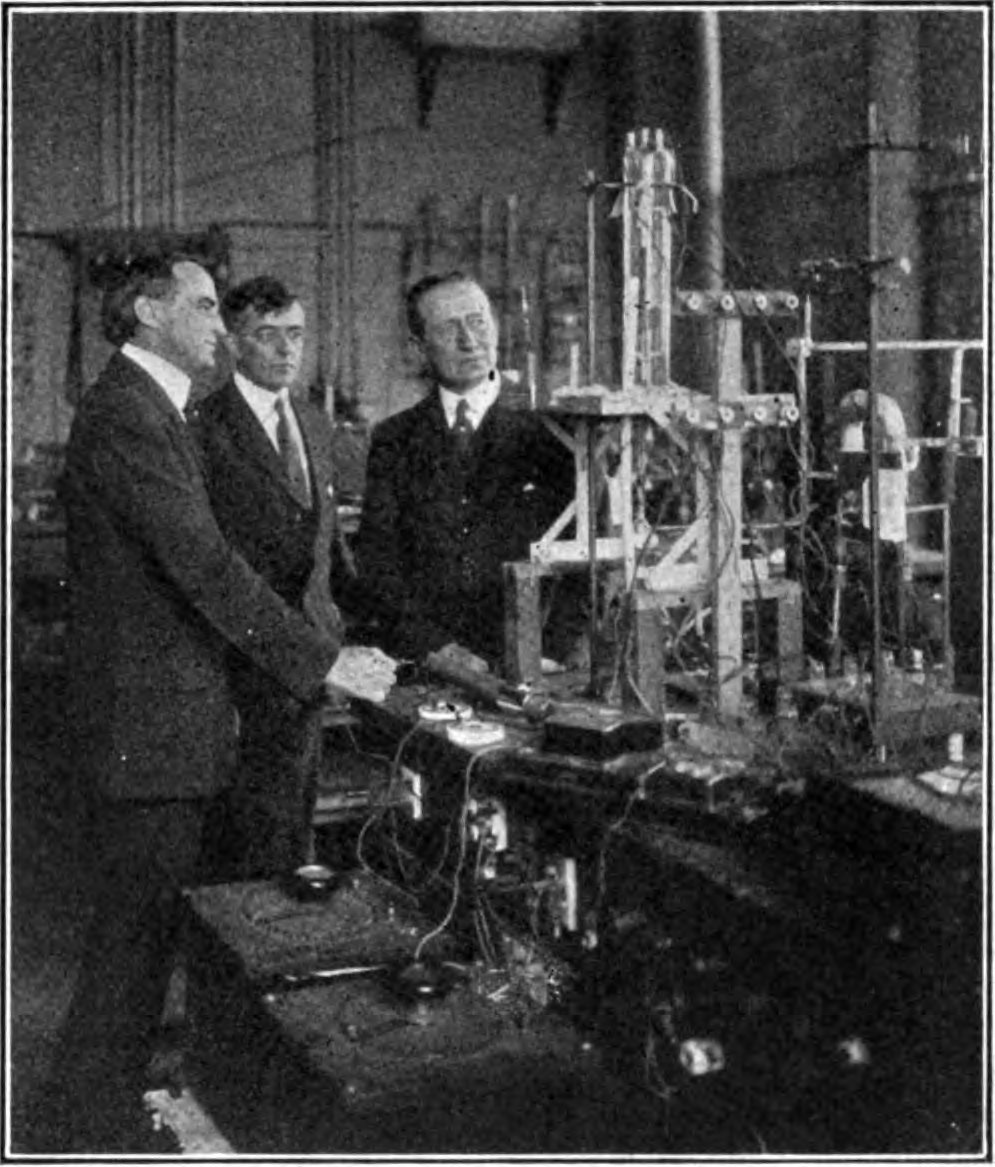
Irving Langmuir (középen) megmutatja Guglielmo Marconinak a GE által kifejlesztett 20 kW-os vákuumtriódát

Langmuir visszatért Amerikába és a New Jersey-beli Hobokenben, a Stevens Műszaki Főiskolán kezdett oktatni. 1909-ben felmondott és a General Electric kutatólaboratóriumában kapott állást, ahol idővel az igazgatóhelyettesi pozícióig jutott. 
A laboratórium egyik fő feladata ekkor a wolframszálas elektromos izzólámpák tökéletesítése volt. Az izzók viszonylag rövid életűek voltak és üvegbúrájuk hamar megfeketedett. Langmuir rájött, hogy a feketedést a wolfram izzószál párolgása okozza, amely lerakódott az üvegfelületre. Javaslatára a búra belsejét semleges gázzal (argonnal) töltötték meg, amely gátolta a párolgást; ezenfelül feltalálta a nagyobb felületű, spirálba csavart izzószálat, amellyel jelentősen javította az izzó hatékonyságát. Felfedezte, hogy a fűtött wolframszál a molekuláris hidrogént (H2) atomi hidrogénre (H) bontja, valamint hogy a szál felületén egyatomnyi vastagságú hidrogénréteg keletkezik. Szintén ő fedezte fel a termionikus emissziót, hogy az izzó fémszálból elektronok szakadnak ki. Munkája lehetővé tette hatékonyabb hegesztőkészülékek és vákuumpumpák kifejlesztését.
Az 1910-es években nagy hatású közleményeket publikált, amelyek a gázmolekulák szilárd felületeken való adszorpcióját, kondenzációját, párolgását tárgyalták. 1915-ben kifejlesztette az első működő vákuumtriódát. 1917-ben megjelentetett egy cikket az olajfilmek szerkezetéről, amelyben feltételezte, hogy egyes olajok a víz felszínén egy molekula vastagságú filmréteget alkotnak, melyben úgy rendeződnek el, hogy hidrofil részük a víz felé, alifás hidrofób részük pedig kifelé mutat.
Langmuir vezette be a plazma kifejezést az ionizált gázokra. 1924-ben feltalálta az ún. Langmuir-szondát, amellyel a plazma elektronhőmérsékletét (ezt a koncenpciót is ő vezette be) és elektronsűrűségét tudta vizsgálni. 
A felületek kémiáját érintő felfedezéseiért Langmuir 1932-ben elnyerte a kémiai Nobel-díjat.
Az 1930-as évek második felétől kutatásai a meteorológia felé irányultak. A Sargasso-tenger felszínén rendeződő algamintázatok alapján felfedezte, hogy a szél hatására a tenger felső rétegei ún. Langmuir-körforgást végeznek. A második világháború során kutatásokat végzett a repülőgépszárnyak jegesedésének megakadályozására. Eredményei alapján javasolta, hogy szárazjég és kálium-jodid felhőkbe való juttatásával csapadékkiválást (esőt) váltsanak ki.
Langmuir 1950-ben nyugdíjba vonult a General Electricstől, de még évekig tanácsadóként dolgozott a cégnek. 

## Elismerései

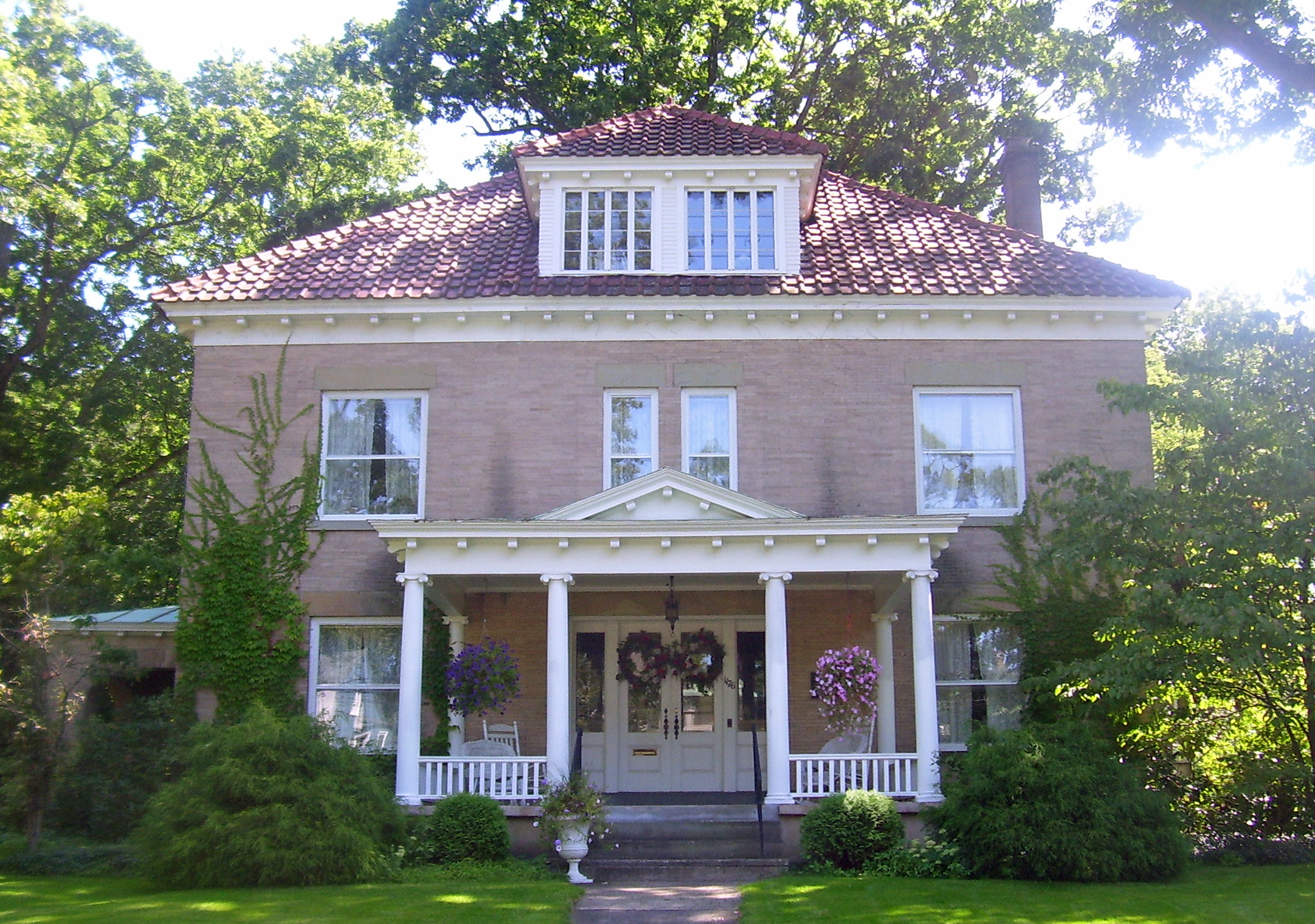
Langmuir háza a New York-állambeli Schenectadyban

- 1928: az Amerikai Vegyipari Társaság által adományozott Perkin-érem
- 1932: kémiai Nobel-díj
- 1934: a Franklin Intézet Franklin-érme
- 1944: a brit Mérnöki és Műszaki Intézet Faraday-érme
- 1950: az amerikai Nemzeti Tudományos Akadémia John J. Carty-díja

Róla nevezték a 2445 m magas alaszkai Mount Langmuir-t. 

## Magánélete
Langmuir 1912-ben feleségül vette Marion Mersereau-t. Két gyereket fogadtak örökbe, Kennethet és Barbarát. Langmuir lelkes természetjáró volt, rendszeresen túrázott, hegyet mászott, síelt, úszott, vitorlázott. 49 éves korában megtanult repülőgépet vezetni. 
Irving Langmuir 1957. augusztus 16-án halt meg szívroham következtében, 76 éves korában. 